# Pseudosphex
Pseudosphex is een geslacht van vlinders van de familie spinneruilen (Erebidae), uit de onderfamilie Arctiinae.

## Soorten
- P. aracia D.Jones, 1914
- Pseudosphex aurantivena (Hampson, 1918)
- P. caurensis Klages, 1906
- P. causa Draudt, 1915
- P. crabronis Druce, 1884
- P. exsul Rothschild, 1911
- P. fassli Draudt, 1915
- P. fuscus Zerny, 1931
- P. garleppi Rothschild, 1911
- P. hyalozona Felder, 1869
- P. ichneumonea Herrich-Schäffer, 1854
- P. joinvillea Draudt, 1931
- P. jonesi Kaye, 1911
- P. kenedyae Fleming, 1957
- P. klagesi Rothschild, 1911
- P. laticincta Hampson, 1898
- P. noverca Schaus, 1901
- P. novercida Kaye, 1913

- P. parallela Rothschild, 1931
- P. pellax Draudt, 1915
- P. polistes Hübner, 1827
- P. polybioides Burmeister, 1878
- P. rubra Jörgensen, 1932
- P. rubripalpus Hampson, 1901
- P. sericea Schrottky, 1910
- P. steinbachi Rothschild, 1911
- P. strigosa Druce, 1884